# Maurice Nuiten
Maurice Nuiten (Roosendaal en Nispen, 9 januari 1990) is een beeldend kunstenaar en curator.
Nuiten behaalde zijn Bachelor studie Beeldende Kunst / Digitale Fotografie aan de Willem de Kooning Academie in 2015, waarna hij zijn Master of Fine Art behaalde in 2017 aan Master Institute of Visual Cultures AKV St. Joost te 's-Hertogenbosch. 
Maurice Nuiten werkt met lens-based media, performance, tekst en installatie kunst. 
Zijn werk was onder andere te zien tijdens de expositie RAKETSTART - nieuwe beeldende kunst uit Breda (2019) in het Stedelijk Museum Breda.